# Łoza (Stary Targ)
Łoza (deutsch Losendorf, früher Losendorff, auch Loosendorf) ist ein Dorf in der Landgemeinde (Gmina) Stary Targ (Altmark) im Powiat Sztumski (Stuhmer Kreis) der polnischen Woiwodschaft Pommern.

## Geographische Lage
Das Kirchdorf liegt im ehemaligen Westpreußen, etwa 13 Kilometer nordnordöstlich von Stuhm (Sztum), neun Kilometer südöstlich von Marienburg (Malbork) und vier Kilometer nordöstlich von Deutsch Damerau (Dąbrówka Malborska).

## Geschichte

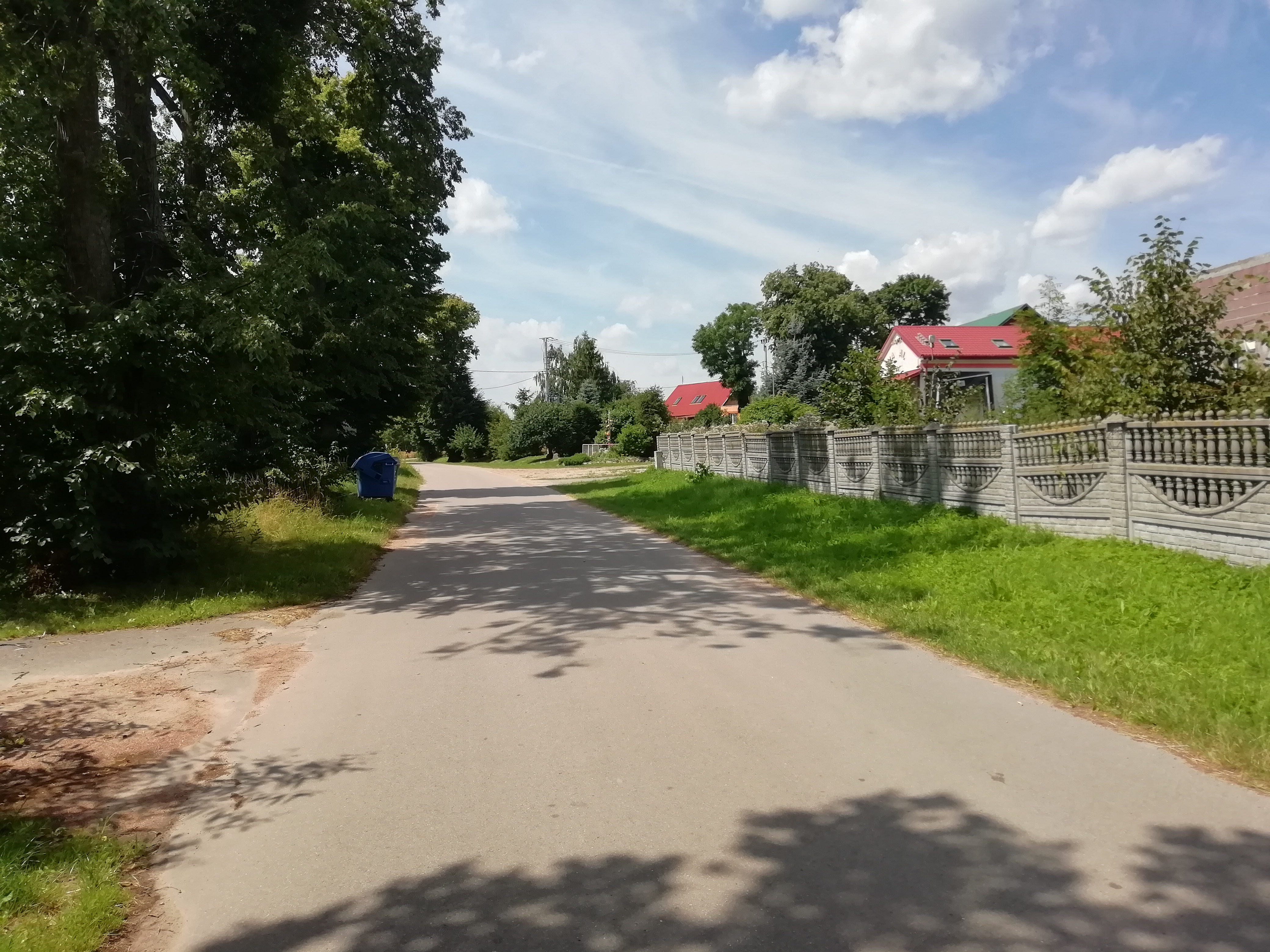
Dorfstraße (Juli 2019)

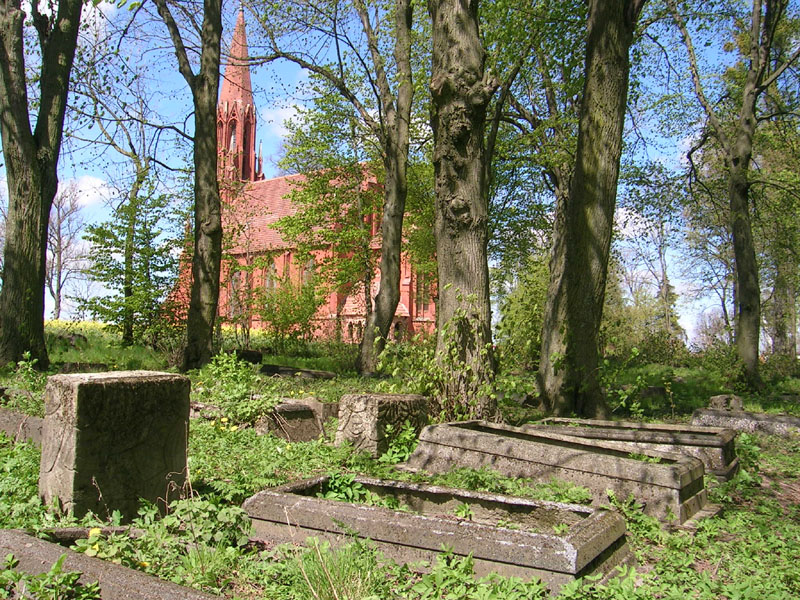
Dorfkirche, bis 1945 Gotteshaus der evangelischen Gemeinde Losendorf, mit Gräbern des alten Friedhofs im Vordergrund (Mai 2007)

Ältere Ortsbezeichnungen sind Losindorf (1409) und Lozendorf (1659).  Losendorf gehörte zu einer Reihe von Dörfern, deren Gründungsurkunden im ersten Schwedenkrieg verlorengegangen waren. Den von diesem Verlust betroffenen Dörfern stellte der Starost von Stuhm, Siegesmund I. Güldenstern, am 12. Oktober 1641 ein General-Privilegium aus, wonach für sie kulmisches Recht galt.
Im Jahr 1945 gehörte die Landgemeinde Losendorf zum Landkreis Stuhm im Regierungsbezirk Marienwerder im Reichsgau Danzig-Westpreußen des Deutschen Reichs. Losendorf war dem Amtsbezirk Deutsch Damerau zugeordnet.
Im Januar 1945 wurde Losendorf von der Roten Armee besetzt. Nach Beendigung der Kampfhandlungen wurde die Region seitens der sowjetischen Besatzungsmacht zusammen mit ganz Hinterpommern und der südlichen Hälfte Ostpreußens – militärische Sperrgebiete ausgenommen – der Volksrepublik Polen zur Verwaltung überlassen. Es wanderten nun Polen zu. Losendorf wurde unter der polnischen Ortsbezeichnung „Łoza“ verwaltet. Die einheimische Bevölkerung wurde von der polnischen Administration mit wenigen Ausnahmen aus Losendorf vertrieben.

### Demographie
| Jahr | Einwohner | Anmerkungen |
| ---- | --------- | --- |
| 1783 | –         | königliches Erbbauerndorf mit einer evangelischen Kirche, Amt Stuhm, 18 Feuerstellen (Haushaltungen), in Westpreußen |
| 1818 | 130       | königliches Dorf, Amt Stuhm, mit Mutterkirche                                                                        |
| 1852 | 130       | Dorf |
| 1864 | 155       | Dorf, darunter 89 Evangelische und 66 Katholiken                                                                     |
| 1885 | 175       | am 1. Dezember, davon 96 Evangelische und 79 Katholiken                                                              |
| 1910 | 269       | Landgemeinde, am 1. Dezember, darunter 136 Evangelische und 126 Katholiken; 19 Personen mit polnischer Muttersprache |
| 1933 | 243       | [ 9 ] |
| 1939 | 233       | [ 9 ] |

## Kirche
Die Protestanten der hier bis 1945 anwesenden Dorfbevölkerung gehörten zur evangelischen Pfarrei Losendorf. Evangelische hatte es in dieser Gegend schon 1564 gegeben. Eine kleinere evangelische Kirche, die bis zum 10. Mai 1878 benutzt worden war, wurde abgerissen. Die in Losendorf im gotischen Stil neu erbaute evangelische Pfarrkirche wurde am 22. September 1893 eingeweiht.
Prediger bis 1945
- Johann Tischler, 1633–1683, war zuvor schwedischer Feldprediger[3]
- Jacob Zillich, 1683–1688, ging nach Lichtfelde[3]
- Matthias Nitz, 1688–1693, war Rektor in Riesenburg, ging nach Fischau[3]
- Michael Gusovius, 1694–1717, ging nach Freistadt[3]
- Michael Speccovius, 1717–1721, zuvor Rektor in Christburg, ging nach Freistadt[3]
- Joh. Christoph Oloff, 1721–1729, kam aus Thorn, ging nach Lahna, Amt Neidenburg[3]
- Michael Mükke, 1729–1759[3]
- Joh. Julius Emanuel Gottwerth Plehwe, 1759–1767, ging nach Lesewitz[3]
- Jacob Wilhelm Hofmann, zuvor Rektor in Stuhm; † 1785[3]
- Gottfried Schilke, aus Praga berufen; † 1796[3]
- Ernst Friedrich Puffaldt, zuvor Rektor in Stuhm; † 1816, letzter Prediger, der gelegentlich auch auf Polnisch predigte[3]
- Joh. Ludwig Grywacz, 1817–1825, kam aus Tiegenhof und ging dorthin zurück[3]
- Gustav Friedrich Hoburg, 1825 ordiniert, kam aus Christburg[3]

Die Katholiken besuchten eine Kirche in Lichtfelde.